# Šesta legislatura Italijanske republike
Šesta legislatura Italijanske republike je bilo obdobje rednega zasedanja parlamenta Italijanske republike med 25. majem 1972 in 4. julijem 1976.

## Vlade
- Andreotti II (26.7.1972  – 7.7.1973): predsednik: Giulio Andreotti
- Rumor IV (7.7.1973  – 14.3.1974): predsednik: Mariano Rumor
- Rumor V (14.3.1974  – 23.11.1974): predsednik: Mariano RumorI
- Moro IV (23.11.1974  – 12.2.1976): predsednik: Aldo Moro
- Moro V (12.2.1976  – 29.7.1976): predsednik: Aldo Moro

## Predsednik poslanske zbornice
- Alessandro Pertini, PSI
  - 25. maj 1972  – 4. julij 1976

## Predsednik senata
- Amintore Fanfani, DC
  - 25. maj 1972  – 26. junij 1973
- Giovanni Spagnolli, DC
  - 27. junij 1973  – 4. julij 1976